# Erioptera (Mesocyphona) euphrosyne
Erioptera (Mesocyphona) euphrosyne is een tweevleugelige uit de familie steltmuggen (Limoniidae). De soort komt voor in het Neotropisch gebied.